# Five Dock
Five Dock è un sobborgo di Sydney, nello Stato del Nuovo Galles del Sud, Australia. Five Dock è situato 10 km ad ovest dalla City di Sydney e fa parte del Local Government Area della City of Canada Bay.
Five Dock con un'area totale di 2,45 km² è situato nell'estrema parte meridionale della penisola di Drummoyne e confina a sud con i sobborghi di Ashfield e Croydon, a sud-ovest con il sobborgo di Burwood, ad ovest con i sobborghi di Canada Bay e Concord, a nord con la Hen and Chicken Bay e i sobborghi di Wareemba e Russell Lea, ad est con il sobborgo di Rodd Point e a sud-est con il sobborgo di Haberfield.
La zona commerciale di Five Dock è costituita da una serie di negozi, banche e ristoranti situati lungo la Great North Road, nel tratto compreso tra Lyons Road e Queens Road.

## L'origine del nome
Il primo riferimento scritto riguardante Five Dock è un articolo comparso nel The Sydney Gazette del 3 febbraio 1805 che menziona Five Dock Bay.
Molte fonti sono concordi che l'origine del nome sia dovuto alla forma di un cinque (five in inglese) della baia lungo il fiume Paramatta.
Secondo una pubblicazione del Maritime Services Board, del Porto di Sydney (volume 9, No 3, Settembre 1965) “Nella parte Nord-Est della baia c'erano cinque rientranze create dall'erosione dell'acqua, attualmente ne rimangono solo due”.
Secondo “The Book of Sydney Suburbs” le tre rientranze scomparse, sono state distrutte dalla costruzione della parte meridionale del ponte Gladesville.

## Prime esplorazioni ed insediamenti
La prima esplorazione dell'area avvenne non molto tempo dopo l'arrivo della First Fleet nel 1788.
La prima spedizione fu capitanata dal Capitano John Hunter, vennero esplorate le zone di Iron Cove, Drummoyne, Five Dock Bay e Hen and Chicken Bay. Negli anni immediatamente successivi a questa prima spedizione seguirono degli insediamenti sparsi e irregolari nella parte nord-occidentale dell'Iron Cove Creek e successivamente lungo quella che adesso è Paramatta Road.
Il 13 dicembre 1794 il sindaco di Sydney Francis Grose diede in concessione alcuni appezzamenti di terreno della penisola a privati e agricoltori. Questo tentativo di far sviluppare l'area non ebbe i risultati sperati e le concessioni vennero annullate. Nel 1806 il Governatore King diede in concessione a John Harris un terreno di 6 km² che includeva l'area adesso occupata dai sobborghi di Five Dock, Wareemba, Russell Lea, Rodd Point e Drummoyne. Questa area molto estesa divenne conosciuta con il nome di Five Dock Farm.
John Harris, non si stabilì mai in maniera definitiva in questa zona sebbene avesse costruito una propria abitazione. Inoltre vietava in maniera assoluta la presenza nell'area di qualsiasi occupante abusivo anche con vari annunci comparsi sulla Sydney Gazette.
Di conseguenza l'area rimase inviolata per una trentina d'anni.
La prima strada locale fu costruita dal banditore Samuel Lyons, che acquistò Five Dock Farm da Harris nel 1836. Questa strada adesso porta il suo nome. Lyons suddivise l'area in 133 lotti e li vendette all'asta.

## XIX secolo
La popolazione cominciò a incrementare alla fine del XIX secolo. L'area fu raggiunta da un servizio di battelli nel 1834 che veniva utilizzato principalmente dalla popolazione residente vicino al fiume Paramatta, mentre i residenti delle zone interne erano costretti ad un lungo tratto a piedi fino alla stazione ferroviaria di Ashfield sin quando nel 1874 l'area fu servita da un servizio di diligenze a cavallo che percorrevano la via che ora corrisponde a Paramatta Road.
La prima scuola pubblica fu inaugurata nel 1861 nei terreni della chiesa anglicana St. Alban.
Nel 1881 l'area di Five Dock fu collegata con Hunters Hill dal ponte Gladesville.
Una linea di tram a vapore è stata introdotta il 14 ottobre 1890, il percorso del tram partiva da Leichhardt e terminava all'incrocio tra Great North Road e Lyons Road. Da Leichhardt un tram elettrico continuava il percorso fino a Circular Quay. La linea tramviaria fu estesa da Lyon Road fino ad Abbotsford nel 1893. Alla fine del XIX sec. Five Dock era ancora un sobborgo prettamente rurale.

## XX secolo
Un colorito e vivace dibattito fiorì negli anni 1921-22 riguardo al cambiamento del nome del sobborgo, ma nel referendum avvenuto il 2 dicembre 1922 vinse il no.
Alla fine degli anni venti grazie all'introduzione di autobus pubblici che svolgevano un servizio di collegamento diretto col centro di Sydney e ulteriori frazionamenti dei terreni, Five Dock perde definitivamente il proprio carattere rurale che aveva mantenuto sin dai primi insediamenti europei. Nella prima metà del XX secolo sono stati edificati molti immobili di tipo industriale e residenziale. Negli ultimi anni molte delle vecchie aree industriali sono state convertite in aree residenziali.

## Abitazioni
Le abitazioni di Five Dock sono in maggioranza villini. Come nei sobborghi limitrofi, Five Dock ha dei ben preservati esempi di abitazioni si Stile Federazione e California Bungalow.
Sono presenti anche abitazioni con stili architettonici di influenza italiana o greca spesso con ornamenti e decorazioni come archi, colonne e statuette.
Durante lo sviluppo successivo al secondo dopoguerra nel sobborgo sono sorti diversi palazzi con appartamenti. Inoltre vari siti industriali sono stati riconvertiti in appartamenti come ad esempio l'edificio dell'ex Energy Australia, situato in Fairlight Street, dal quale sono stati ricavati 93 unità abitative.

## Società

### Evoluzione demografica
Five Dock, secondo il censimento del 2001, ha una popolazione di 7 328 abitanti. Come i sobborghi limitrofi di Haberfield e Leichhardt, Five Dock ha un'alta percentuale di abitanti di origine italiana, circa il 13% è nata in Italia. Questa influenza italiana si riflette nello stile dei ristoranti, dei bar e dei generi alimentari del sobborgo. La scuola pubblica di Five Dock ha istituito un corso di lingua italiana dal 1981, inoltre a Five Dock ogni anno ha luogo una festa chiamata Ferragosto, basata sulla ricorrenza italiana. Altra comunità numerosa è quella di origine greca.